# Lauterbrunnmühle
Lauterbrunnmühle ist ein Gemeindeteil der Stadt Ellingen im Landkreis Weißenburg-Gunzenhausen (Mittelfranken, Bayern). Lauterbrunnmühle liegt in der Gemarkung Ellingen.

## Lage
Die Einöde Lauterbrunnmühle liegt auf halber Strecke zwischen Ellingen im Süden und Pleinfeld im Norden an der Schwäbischen Rezat, nahe der Bahnstrecke Treuchtlingen–Nürnberg und rund einen Kilometer westlich der Bundesstraße 2. Das Mühlengebäude wird als Sägewerk genutzt. In der Nähe münden der Hintere Troppelgraben und der Vordere Troppelgraben. Unweit befindet sich eine Golfanlage. Südlich verläuft der Obergermanisch-Raetische Limes.